# Arachniodes subamabilis
Arachniodes subamabilis är en träjonväxtart som beskrevs av Kurata. Arachniodes subamabilis ingår i släktet Arachniodes och familjen Dryopteridaceae. Inga underarter finns listade.